# Welcome to Rainbow
Welcome to Rainbow es un sencillo lanzado el 1 de abril de 2006 por el músico de eurodance Basshunter. Este sencillo no pertenece a ningún sello discográfico y fue puesto en internet por el mismo autor. Contiene 4 pistas de audio:

## Lista de canciones
| N.º   | Título                                 | Escritor(es)  | Duración |  |
| 1.    | «Welcome to Rainbow» (Original Mix)    | Jonas Altberg | 5:06     |  |
| 2.    | «Welcome to Rainbow» (Hardstyle Remix) | Jonas Altberg | 5:29     |  |
| 3.    | «Evil Beat»                            | Jonas Altberg | 3:30     |  |
| 4.    | «Boten Anna»                           | Jonas Altberg | 4:48     |  |
| 18:53 |                                        |               |          |  |